# Antón Guanche

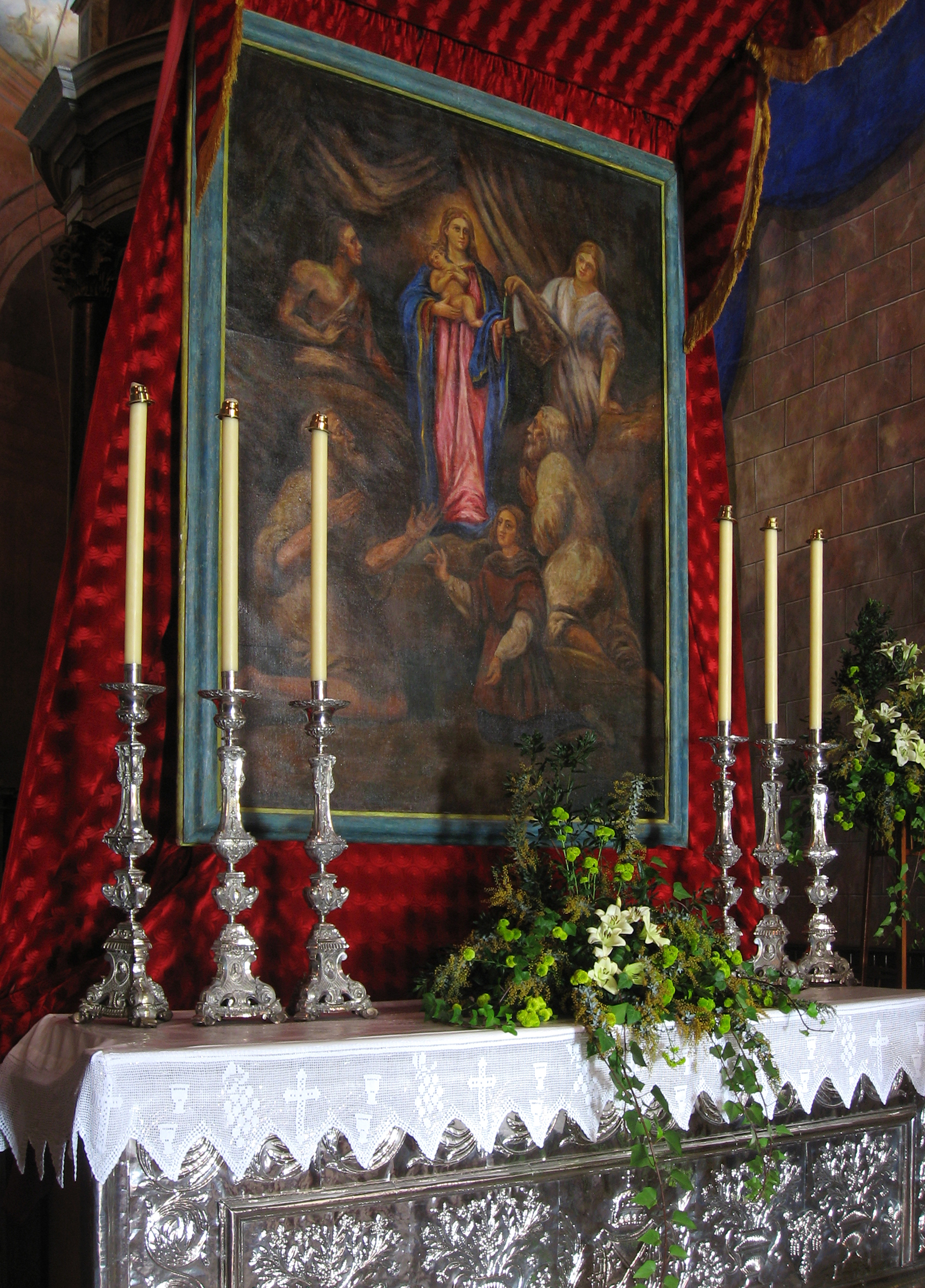
Dipinto della Vergine del Chinguaro −derivato dalla Vergine della Candelaria−, dove appaiono i Guanci mentre venerano la vergine. Antón è rappresentato inginocchiato ai piedi dell'immagine mariana.

Antón Guanche era un aborigeno guanci dell'isola di Tenerife (Isole Canarie, Spagna) che fu protagonista delle vicende relative alla presenza tra i guanci dell'immagine cristiana della Vergine della Candelaria (patrona delle Isole Canarie) prima della conquista europea dell'isola.
Secondo la tradizione storica, Antón fu catturato da bambino intorno all'anno 1420 sulla costa di Güímar da coloni europei delle isole di Lanzarote e Fuerteventura che effettuarono incursioni di schiavi nelle isole non conquistate. Anni dopo, già cristiano e battezzato con il nome di Antón, torna a Tenerife dopo aver ricevuto dal suo padrone la libertà. Secondo altre fonti Antón è scappato.
Antón fu portato alla grotta di Chinguaro dove risiedeva il re o mencey di Güímar, e lì scoprì l'intaglio della Vergine. Antón spiegò al re che questa immagine era la Vergine Maria e lo convinse affinché la Vergine fosse trasferita nel proprio santuario. L'immagine è stata poi portata nella grotta di Achbinico, sotto la custodia di Antón.